# Caryadiplosis biconvexa
Caryadiplosis biconvexa är en tvåvingeart som beskrevs av Gagne 2008. Caryadiplosis biconvexa ingår i släktet Caryadiplosis och familjen gallmyggor. Inga underarter finns listade i Catalogue of Life.